# César Augusto Rivas
César Augusto Rivas Lasso (sinh ngày 28 tháng 6 năm 1979) là một tiền đạo người Guinea Xích Đạo gốc Colombia thi đấu cho The Panthers ở Equatoguinean Segunda División.